# Francesco Zirano
František Zirano, OFM Conv. (1565, Sassari – 25. ledna 1603, Alžír) byl sardinský římskokatolický kněz, řeholník Řádu menších bratří konventuálů, popravený v Alžírsku, kam jel osvobodit svého uneseného bratrance a další křesťanské otroky. Katolická církev jej uctívá jako blahoslaveného mučedníka.

## Život
Narodil se roku 1564 v Sassari na Sardinii do rodiny rolníků. Jeho otec zemřel pravděpodobně při epidemii moru roku 1582, matka žila do roku 1598. Měl mít dvě sestry a jednoho bratra. Během dospívání získal v místním klášteře vzdělání, což bylo v té době nebylo běžné a většina obyvatel byla negramotná.
Roku 1580 vstoupil Řád menších bratří konventuálů, jehož členové se nazývají minorité. Řád patří mezi větve františkánů. Dne 31. května 1586 přijal z rukou arcibiskupa Alfonsa de Lorca v katedrále sv. Mikuláše v Sassari kněžské svěcení. Jako řeholní kněz pak vykonával v klášteře různé drobné funkce.
Jeho bratranec z matčiny strany Francesco Serra se také stal knězem. Roku 1590 jej barbarští piráti během nájezdů na sardinské pobřeží zajali, zotročili a převezli do islámského Alžíru. Otroci se mohli z otroctví vymanit buďto pokud byli vykoupeni, nebo konvertovali k islámu, čehož se Francesco u svého bratrance obával. Rozhodl se proto že se ho pokusí vykoupit, začal proto s organizací cesty a hlavně získávání prostředků, což však nebylo jednoduché. Roku 1597 podal papeži Klementovi VIII. žádost o právo moci vybírat finanční prostředky pro svoji cestu i výkupné. Roku 1599 pak toto povolení od papeže získal a další tři roky strávil cestováním po Sardinii a vybíráním peněžních darů mezi lidmi.
Na jaře roku 1602 zahájil svoji plavbu do Španělska, jelikož ze Sardinie by se do Alžíru nedalo doplout. Ve Španělsku mu bylo nabídnuto cestovat lodí s mnichem a bývalým unešeným otrokem v Alžíru, který ovládali místní jazyk a uměl se zde vyznat. Dne 28. července 1602 dorazili do přístavu Azeffoun. Poté se v přestrojení vydali na cestu do Alžíru.
V Alžíru byla situace napjatá kvůli válce se sousedním královstvím Kuku. Do války se záhy přidalo Španělsko, které bylo na straně Kuku. Kvůli několika zajatcům z řad Španělů se do alžírských rukou dostaly dopisy, svědčící o jeho přítomnosti v Alžíru a on tak začal být v pátrání. Osvobodil čtyři křesťanské otroky a uprchl s nimi do Kuku.
Dne 1. ledna 1603 konflikt eskaloval v porážku alžírské armády. Král Kuku, který chtěl svůj úspěch sdělit španělskému králi Filipovi III. jej pověřil, aby do Španělska doručil jeho dopis. Na cestě do přístavního města Azeffoun jej však vojáci, kteří ho doprovázeli přes hory pravděpodobně v rámci spiknutí opustili a on se dostal do rukou alžírských vojáků. Byl spoután, zbit a odvlečen do Alžíru, kam dorazil dne 6. ledna 1603. Zde byl pak uvězněn. Bylo také (pod pohrůžkou smrti) zakázáno, aby s ním kdokoli mluvil. Přesto se však jeho zotročenému bratranci podařilo jej dvakrát tajně navštívit a mluvit s ním. Dělo se tak, když se jeho věznitelé modlili v mešitě.
Po několikadenním zvažování co s ním byl nakonec místním vládcem a městskou radou odsouzen za špionáž a pomoc při útěku čtyřem otrokům k trestu smrti stažením z kůže.
Poté, co byl dne 25. ledna 1603 informován o svém rozsudku mu byla nabídnuta svoboda poté, co konvertuje k islámu, což však odmítl. Byl svlečen ze šatů a oděn do jednoduché tuniky, načež byl řetězem kolem krku veden rušnou ulicí za městské hradby. Během cesty na něj kolemjdoucí lidé plivali a uráželi jej. Kat jej přivázal za ruce mezi dva kůly, zaražené v zemi. Opět mu byla dána možnost propuštění, pokud konvertuje k islámu, což opět odmítl. Poté jej zaživa stáhli z kůže, kterou poté vycpali a vystavili před jednou z bran do Alžíru. Jeho bratranec se spolu s dalšími křesťanskými otroky tajně zmocnil jeho ostatků, které pohřbil na křesťanském hřbitově za hradbami města. Po několika letech byl osvobozen a vrátil se do Sardinie.

## Úcta
Jeho beatifikační proces započal dne 15. srpna 1990, čímž obdržel titul služebník Boží. Dne 7. února 2014 podepsal papež František dekret o jeho mučednictví.
Blahořečen pak byl dne 12. října 2014 na náměstí v Sassari. Obřadu předsedal jménem papeže Františka kardinál Angelo Amato. Zúčastnil se jej i sassarijský arcibiskup Paolo Atzei, nebo alžíský arcibiskup Ghaleb Moussa Abdalla Bader.
Jeho památka je připomínána 25. ledna. Bývá zobrazován v řeholním oděvu.